# Massa d'Albe
Pour les articles homonymes, voir Massa.
Massa d’Albe est une commune de la province de L'Aquila dans les Abruzzes en Italie.

## Histoire
Le site de l'ancienne colonie romaine d'Alba Fucens se trouve sur le territoire de la commune.

## Administration
| Période                                  | Période  | Identité      | Étiquette | Qualité |
| ---------------------------------------- | -------- | ------------- | --------- | ------- |
| 14 juin 2004                             | En cours | Augusto Costa |           |         |
| Les données manquantes sont à compléter. |          |               |           |         |

### Hameaux
- capoluogo : Massa
- frazioni : Albe, Forme

### Communes limitrophes
Avezzano, Magliano de' Marsi, Ovindoli, Rocca di Mezzo, Scurcola Marsicana